# Tony Falelavaki
Tony Falelavaki, né le 21 novembre 1985 à Wallis-et-Futuna, est un athlète handisport français, spécialiste du lancer du javelot.
Il remporte lors des Jeux paralympiques d'été de 2012 à Londres la médaille d'argent dans la catégorie F44.
Il est sacré champion du monde en 2013 à Lyon.

## Distinctions
- Chevalier de l'ordre national du Mérite (décret du 31 décembre 2012)[3]